# Etnoscienza
L'etnoscienza è quella disciplina che studia l'organizzazione delle conoscenze nelle diverse culture. Dall'etnoscienza nascono diverse sottodiscipline (ad esempio l'etnobotanica).

## Descrizione
La classificazione scientifica quale astrazione è una necessità di tutte le culture, tanto che ogni scienza ha trovato un modo per suddividere in tipologie animali e vegetali. Tutte le classificazioni si basano sul confronto con un prototipo che può essere considerato come un gruppo di aspettative culturalmente determinato, dipendente quindi dall'esperienza. Il modello di riferimento dipende fortemente dall'ambiente naturale.
Gli elementi più prototipici, più vicini ad un'idea di riferimento sono più all'interno mentre quelli che si discostano molto dal prototipo possono essere considerati dei tabù. Ad esempio il pipistrello è un volatile ma non è un uccello, la difficoltà nel classificarlo ha portato le culture in cui quest'animale è presente in modo marginale a ritenerlo pericoloso, succhiasangue, simbolo della notte. Nelle società in cui invece varie specie di pipistrelli sono molto più presenti e in cui la classificazione non è legata ad una proprietà quale il volo, l'animale viene venerato come sacro.
I prototipi sono degli step operativi che consentono la creazione di schemi, ossia delle cornici organizzate di oggetti e relazioni che devono essere riempite da dettagli concreti.
Un famoso etnoscienzato è stato Harold Conklin.